# Badminton-Juniorenweltmeisterschaft 1996
Die Badminton-Juniorenweltmeisterschaft 1996 fand vom 19. bis zum 24. November in Silkeborg, Dänemark, statt. 54 Nationen nahmen an den Titelkämpfen teil bei 570 besetzten Auslosungsplätzen in den Rastern.

## Medaillengewinner
| Disziplin    | Gold                       | Silber                         | Bronze                               |
| ------------ | -------------------------- | ------------------------------ | ------------------------------------ |
| Herreneinzel | Zhu Feng                   | Rudy Ignatius                  | Rony Agustinus                       |
| Herreneinzel | Zhu Feng                   | Rudy Ignatius                  | Xia Xuanze                           |
| Dameneinzel  | Yu Hua                     | Aparna Popat                   | Peng Ju-yu                           |
| Dameneinzel  | Yu Hua                     | Aparna Popat                   | Lee Kyung-won                        |
| Herrendoppel | Jeremy Gan Chan Chong Ming | Huang Shih-chung Chien Yu-hsun | Hadi Saputra Endra Mulyana Mulyajaya |
| Herrendoppel | Jeremy Gan Chan Chong Ming | Huang Shih-chung Chien Yu-hsun | Kim Yong-hyun Yim Bang-eun           |
| Damendoppel  | Gao Ling Yang Wei          | Lu Ying Zhan Xubin             | Chung Jae-hee Yim Kyung-jin          |
| Damendoppel  | Gao Ling Yang Wei          | Lu Ying Zhan Xubin             | Jane Jacoby Britta Andersen          |
| Mixed        | Wang Wei Lu Ying           | Cheng Rui Gao Ling             | Rizal Fadillah Neneng Setiawati      |
| Mixed        | Wang Wei Lu Ying           | Cheng Rui Gao Ling             | Zhu Feng Zhou Mi                     |

## Medaillenspiegel
| Platz | Land              | Gold | Silber | Bronze | Gesamt |
| ----- | ----------------- | ---- | ------ | ------ | ------ |
| 1     | China             | 4    | 2      | 2      | 8      |
| 2     | Malaysia          | 1    | 0      | 0      | 1      |
| 3     | Indonesien        | 0    | 1      | 3      | 4      |
| 4     | Chinesisch Taipeh | 0    | 1      | 1      | 2      |
| 5     | Indien            | 0    | 1      | 0      | 1      |
| 6     | Südkorea          | 0    | 0      | 3      | 3      |
| 7     | Dänemark          | 0    | 0      | 1      | 1      |